# Antoniotto Pallavicini
Antoniotto Pallavicini (ur. 1441 w Genui, zm. 10 września 1507) – włoski duchowny, kardynał.

## Życiorys
Biskup Ventimiglia (1484-87) i Orense (od 1486). 1484-89 Datariusz papieża Innocentego VIII, który w 1489 mianował go kardynałem. Biskup Tournai (1491-94) i Lamego (1492-93). Uczestniczył w konklawe 1492. Papież Aleksander VI w zamian za poparcie mianował go administratorem diecezji Pampeluna. Administrator diecezji Lectoure 1494-98. Bliski współpracownik Aleksandra VI, m.in. był jego legatem wobec króla Francji Karola VIII. 1497 członek 6-osobowej komisji kardynalskiej ds. reformy Kościoła. W kwietniu 1503 mianowany kardynałem-biskupem Tusculum. Uczestniczył w wyborze Piusa III i Juliusza II w 1503. Od grudnia 1503 kardynał-biskup Palestriny. Legat Juliusza II wobec króla Francji Ludwika XII w 1507 w celu formowania ligi przeciw Republice Wenecji. Zmarł po powrocie z tej legacji w wieku 66 lat.